# UH88
O telescópio de 88 polegadas (2,2 metros) da Universidade do Havaí chamado de UH88, UH2.2, ou simplesmente de 88 pelos membros da comunidade astronômica local está situado no Observatório de Mauna Kea e é operado pelo Instituto de Astronomia desta Universidade. Foi construído em 1968, e entrou em serviço em 1970, altura em que era conhecido como "O Observatório de Mauna Kea". Tornou-se um dos primeiros telescópio profissional a ser controlado por um computador. O telescópio foi construído com financiamento da NASA, para apoiar sistema solar missões e é controlado pela Universidade do Havai. O êxito da telescópio ajudou a demonstrar o valor de Mauna Kea para observações astronômicas.
Como o único telescópio de pesquisa controlado unicamente pela Universidade, o UH88 tem sido o principal telescópio usado pelos seus professores, acadêmicos de pós-doutorado e pós-graduação, e, como resultado, é o local de numerosas descobertas. David C. Jewitt e Jane X. Luu descobriram o primeiro objeto do cinturão de Kuiper, o 15760 Albion, usando o UH88, e uma equipe liderada por Jewitt e Scott S. Sheppard descobriu 45 dos conhecidos satélites de Júpiter, bem como satélites de Saturno, Urano e Netuno.
O Instituto de Astronomia também faz acordos com outras organizações para disponibilizar períodos de tempo de observação. Atualmente, o Observatório Astronômico Nacional do Japão usa o UH88 para alguns projetos de pesquisa para o qual o seu muito maior e mais caro Observatório Subaru, também em Mauna Kea, seria um exagero. O projeto Nearby Supernova Factory, baseado no Laboratório Nacional de Lawrence Berkeley, também o Supernova Integrated Field Spectrograph (SNIFS) tem instrumento montado no UH88.
Em junho de 2011, o telescópio e a sua estação meteorológica foram atingido por um raio, danificando muitos sistemas e desativando-o, mas o telescópio foi reparado em agosto de 2011. Alguns dos sistemas do observatório tinham 41 anos de idade no momento do dano e teve de ser realizada engenharia reversa para ser reparado. A estação meteorológica está atualmente em desenvolvimento.